# Воловецька селищна територіальна громада
Воловецька селищна громада — територіальна громада в  Україні, в Мукачівському районі Закарпатської області. Адміністративний центр — селище Воловець. Територією громади протікають річки Вича, Звор.
Площа громади —  км², населення —  мешканців (2020).
Утворена 12 червня 2020 року шляхом об'єднання Воловецької селищної, Гукливської і Скотарської сільських рад Воловецького району.

## Населені пункти
У складі громади 1 селище (Воловець) і 3 села:
- с. Гукливий
- с. Канора
- с. Скотарське